# Шахтарське (Волноваський район)
Шахта́рське — село Великоновосілківської селищної громада Волноваського району Донецької області в Україні.

## Загальні відомості
Відстань до центру громади становить близько 13 км і проходить автошляхом місцевого значення.
Землі села межують із територією с. Новоукраїнка Донецької області.

## Історія
Село засноване у 1897—1898 роках. Початково називалося Новий Богатир, як висілки села Богатир.

## Населення
За даними перепису 2001 року населення села становило 1154 особи, з них 80,33 % зазначили рідною мову українську, 19,5 % — російську та 0,09 % — білоруську та болгарську мови.